# Timeliopsis
Timeliopsis és un gènere d'ocells de la família dels melifàgids (Meliphagidae).

## Llistat d'espècies
Segons la Classificació del Congrés Ornitològic Internacional (versió 2.5, 2010) aquest gènere està format per dues espècies:
- Timeliopsis griseigula - menjamel canyella.
- Timeliopsis fulvigula - menjamel olivaci de Nova Guinea.